# Stavok, Nosivka
Stavok (în ucraineană Ставок) este un sat în comuna Cervoni Partîzanî din raionul Nosivka, regiunea Cernihiv, Ucraina.

## Demografie
Componența lingvistică a localității Stavok
     Ucraineană (97,28%)
     Rusă (1,95%)
     Alte limbi (0,78%)
Conform recensământului din 2001, majoritatea populației localității Stavok era vorbitoare de ucraineană (97,28%), existând în minoritate și vorbitori de rusă (1,95%).